# CCTV-6
CCTV-6(CCTV-6 电影, 중국어: 中国中央电视台电影频道)은 중국중앙텔레비전의 텔레비전 채널 중 하나이다.